# Fensterladen

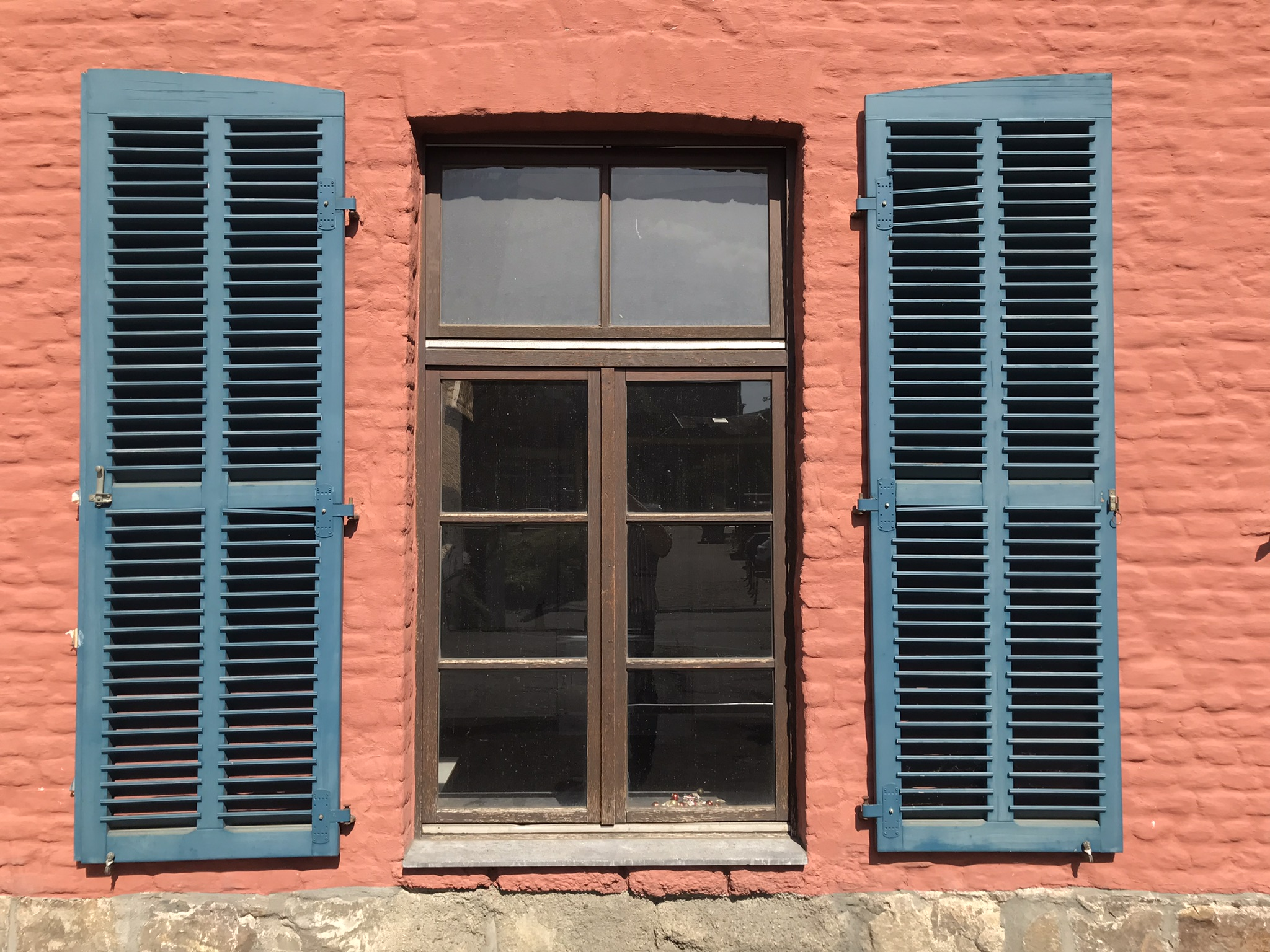
Fensterladen mit schräg gestellten Lamellen zum Durchlassen von Luft

Ein Fensterladen ist eine bewegliche Vorrichtung zum Verschließen einer Fensteröffnung, die meist als drehbare Klappe am Gebäude oft außen und seltener innen neben dem Fenster angebracht wird.
In vereinzelten Regionen Deutschlands wird er Klappladen (Bayern und Baden-Württemberg), Schlagladen (in Nord- und Westdeutschland) oder Drehladen (neue Bundesländer), in Österreich Fensterbalken genannt.

## Beschreibung

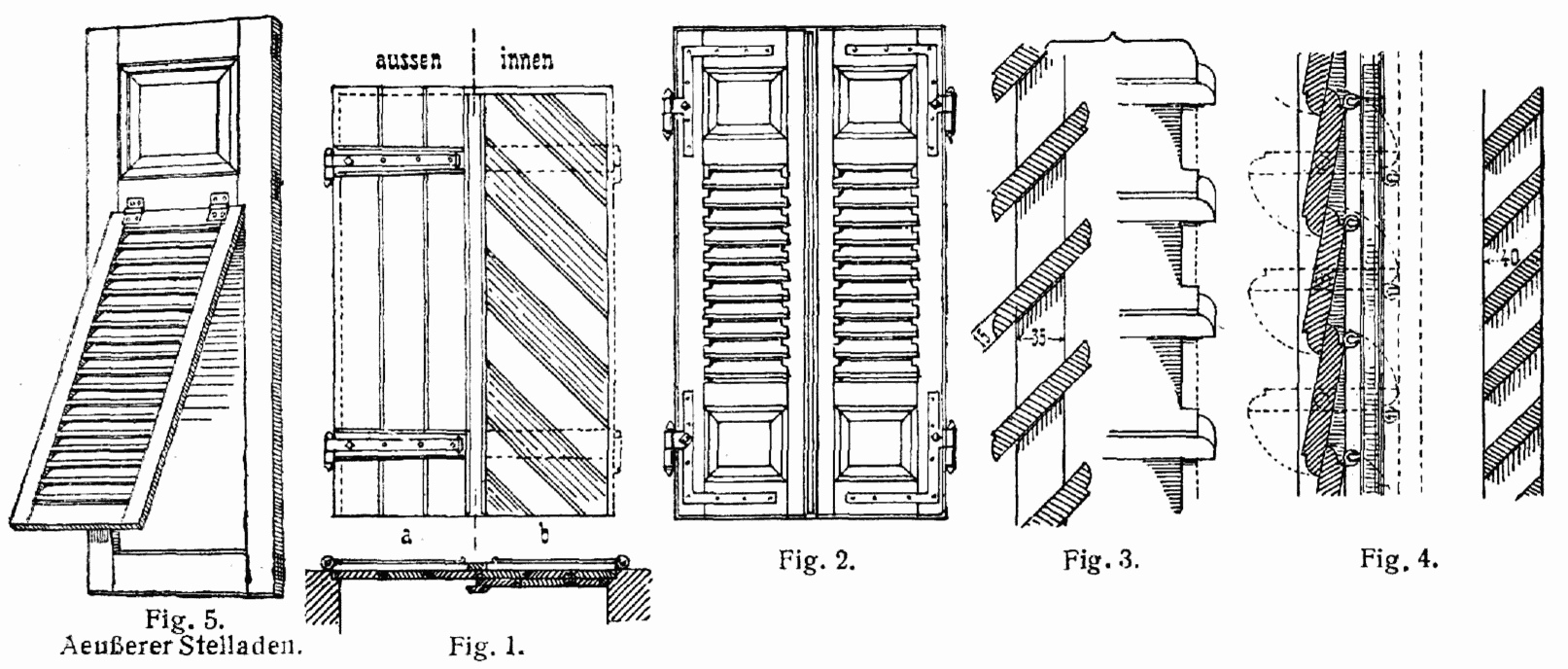
Skizzen verschiedener Typen von Fensterläden

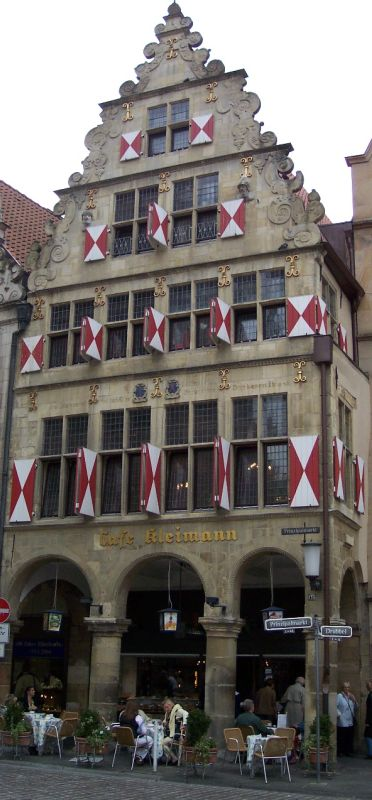
Haus mit Fensterläden in Münster

Fensterläden werden aus strapazierfähigem Material, meistens behandeltem Holz, hergestellt. Oft sind sie mit schräg gestellten Durchbrüchen oder Lamellen versehen, durch die Tageslicht einfallen kann. Ein drehbarer Fensterladen ist meist zweigeteilt, seltener einteilig. Mehrteilig wird er Faltladen genannt. Im offenen Zustand wird der Fensterladen durch einen Fensterladenhalter fixiert.
Andere Bauformen sind horizontal zur Fassade verschiebbare Schiebeladen oder die vertikal zur Fassade verschiebbaren Zug- und Fallläden. Der Zugladen befindet sich in geöffnetem Zustand unterhalb des Fensters, der Fällladen über dem Fenster. Diese Bauformen wurden oft bei Bauernhäusern in der Schweiz angewandt und erlaubten die Anordnung von gereihten Fenstern, was helle Innenräume ergab, die für die Heimweberei Voraussetzung waren.
Im Ursprung wurde der Fensterladen angebracht, um die Innenräume vor Wind und Wetter zu schützen. Mit Einführung des Fensterglases diente er zum Schutz der Fensterscheibe. Heute wird er vornehmlich als Sichtschutz, zur Verdunkelung des Innenraums oder zu dekorativen Zwecken eingesetzt. Da er verriegelt werden kann, wirkt er gleichzeitig als Einbruchschutz. In südlichen Ländern dienen Fensterläden auch als Sonnenschutz.
Die Verbindung mit dem Gebäude erfolgt mithilfe von Kloben, die zur Kategorie der Fensterladenbeschläge gehören. In Bayern wird vorrangig auf den Blendrahmen montiert, der Bayrische Anschlag, in Baden-Württemberg und der Schweiz hauptsächlich in der Laibung, nördlich der Mainlinie vor dem Mauerwerk. Die nach heutigem Stand beste Montage ist in der Laibung. Hier schließt der Fensterladen fast bündig mit dem Mauerwerk ab. Die Spaltmaße betragen zwischen Fensterladen und Laibung etwa 4 mm, beim Bayerischen Anschlag dagegen zwischen 5 cm und 7 cm. Außerdem bietet die Montage in der Laibung einen zusätzlichen Einbruchschutz, da hier der Fenster- oder Klappladen im geschlossenen Zustand nicht nach oben aus den Kloben ausgehebelt werden kann, da er bereits nach 4 mm oben gegen die Laibung stößt.
Die Funktion des Sichtschutzes (Jalousie) wird heute weitgehend vom Rollladen übernommen, der den Fensterladen beim Neubau von Wohngebäuden in den letzten Jahrzehnten in Deutschland weitgehend verdrängt hat. Einige Firmen, hauptsächlich aus dem süddeutschen Raum und grenznah, haben sich bereits seit Jahrzehnten auf Fensterläden spezialisiert. Der Trend geht mittlerweile vom Holz weg zum pflegeleichten und langlebigen Aluminium-Fensterladen. Lackiert wird nicht mehr mit herkömmlichem Lack, sondern mit moderner Pulverbeschichtung, die auch in Holzstrukturoptik möglich ist. Moderne Fensterladenbeschläge (Systembänder) erleichtern die Montage.
Kurbelantriebe (Innenantriebe, Kurbelöffner), die mit Motor versehen werden können, ermöglichen ein Öffnen von innen.

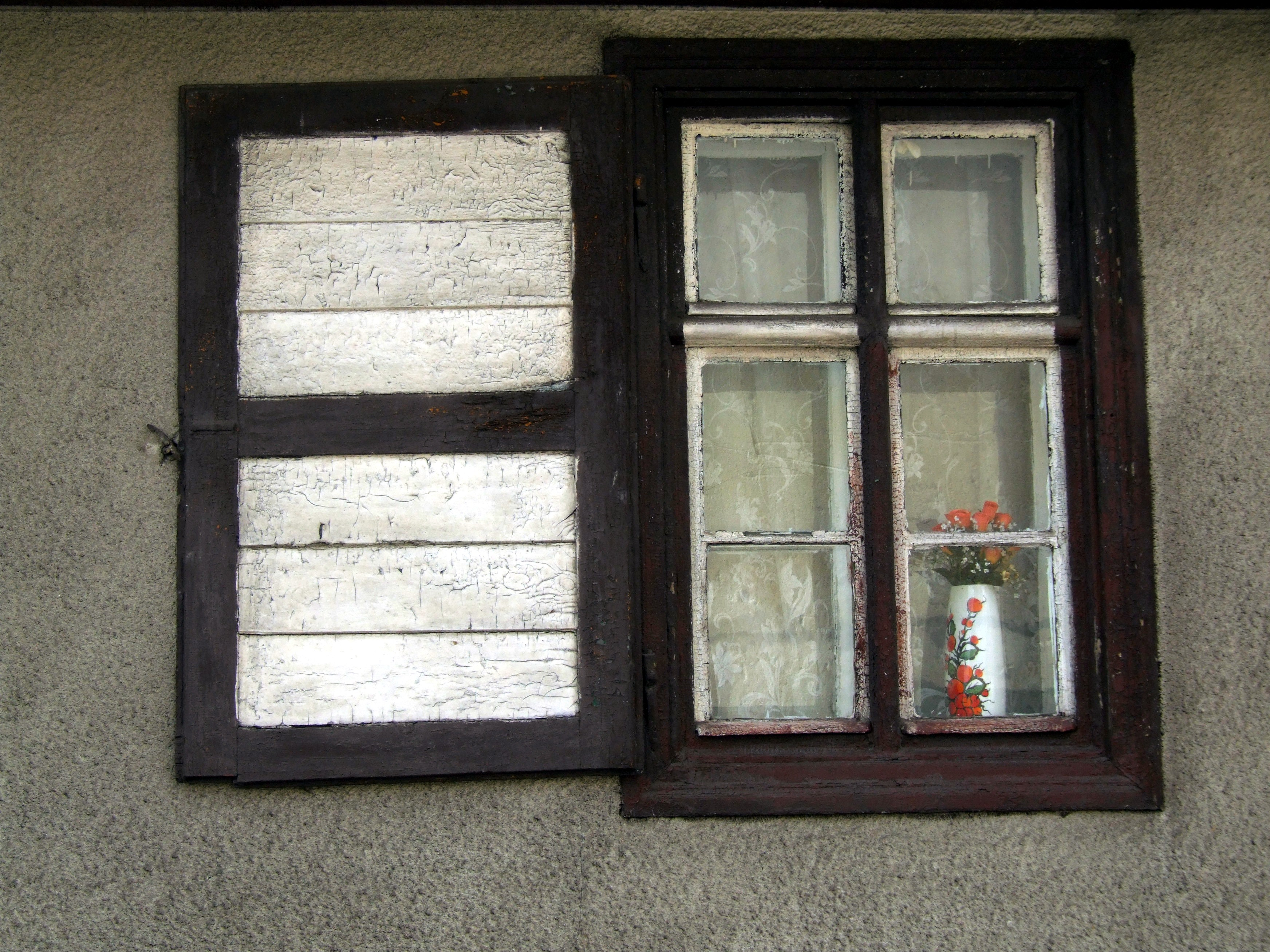
Einseitiger Fensterladen
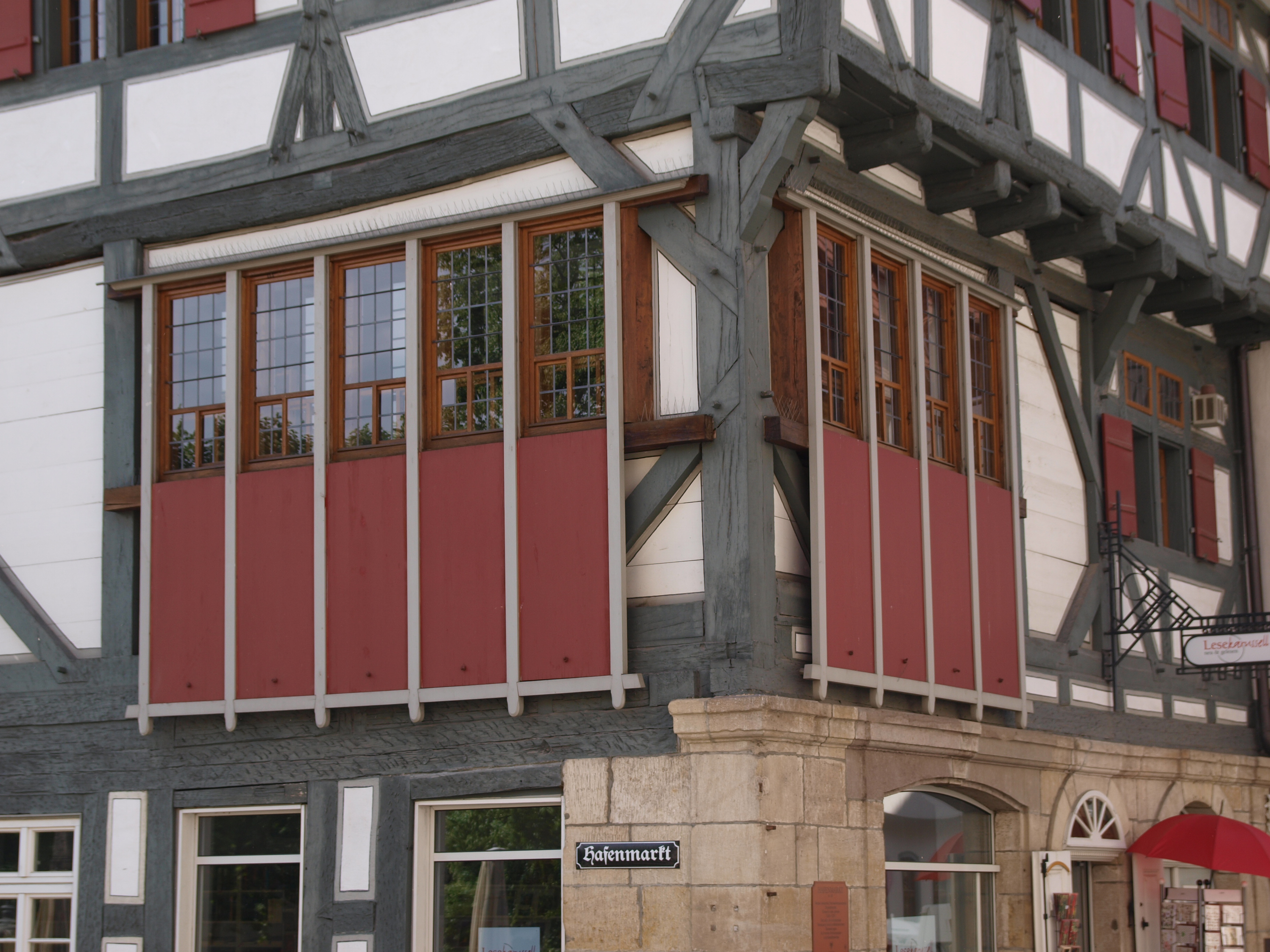
Zugläden an einem Haus aus dem 14. Jahrhundert am Esslinger Hafenmarkt
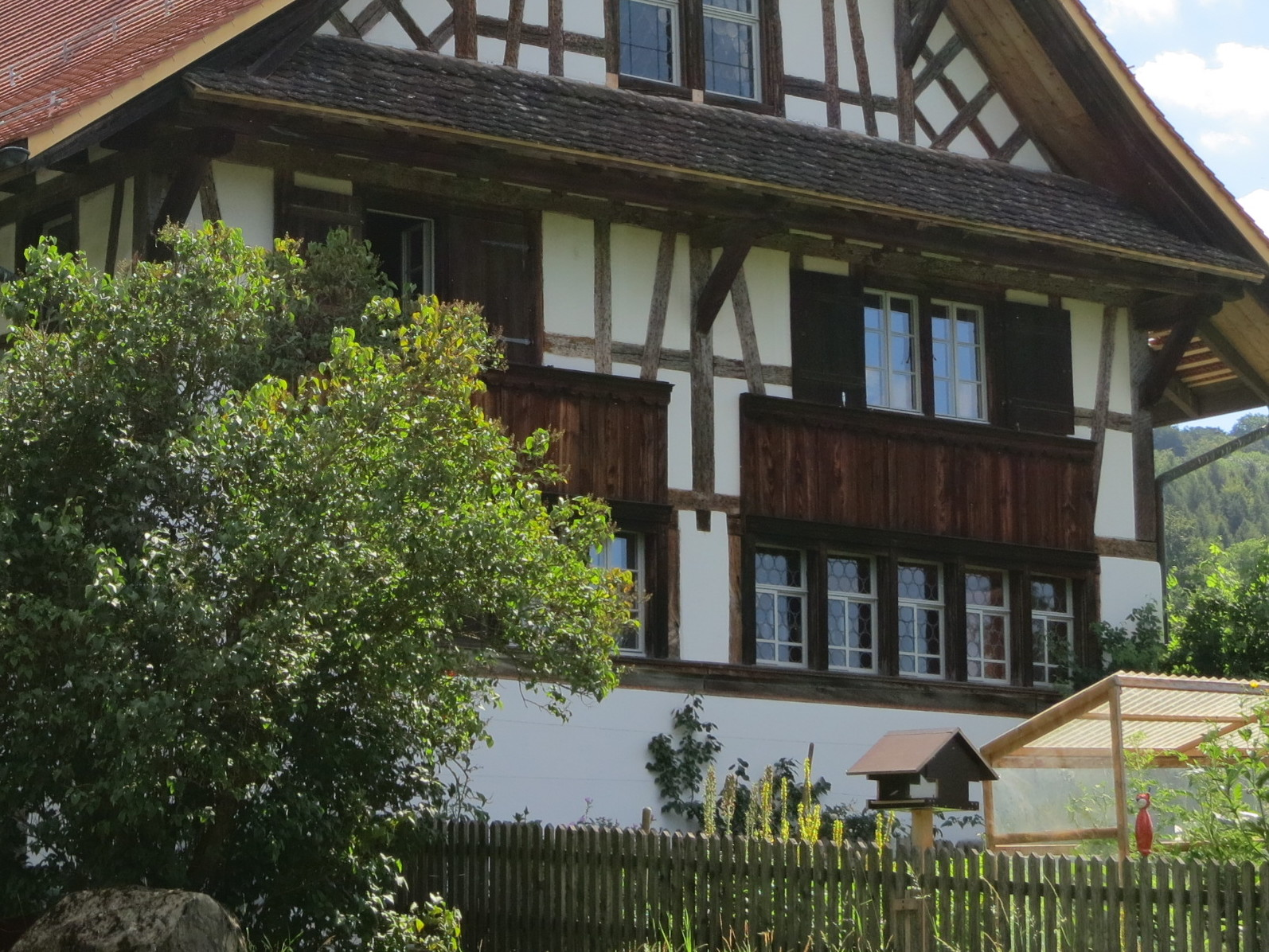
Fallläden an einem Schweizer Bauernhaus (Butzenhaus in der Region von Zürich)
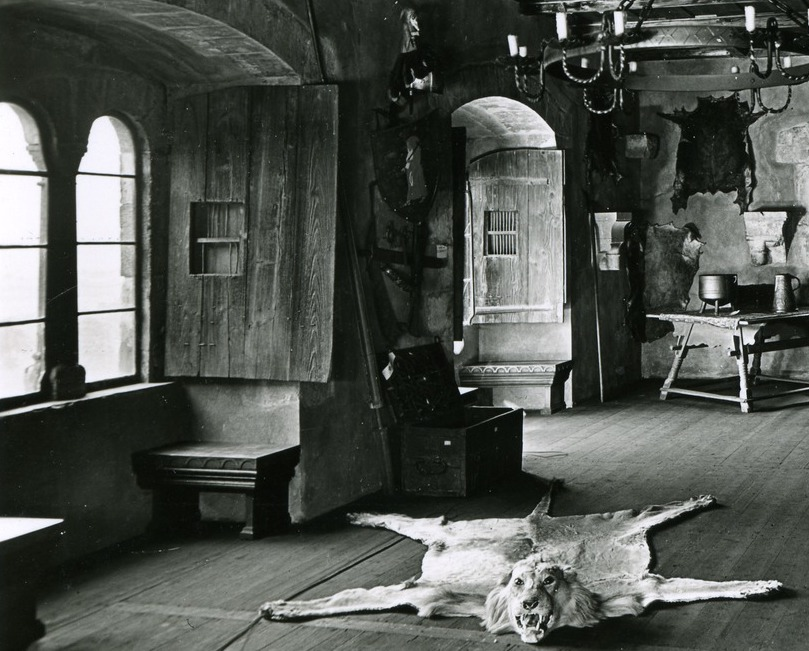
Innen angebrachte Fensterläden in der Burg Gnandstein, 1937
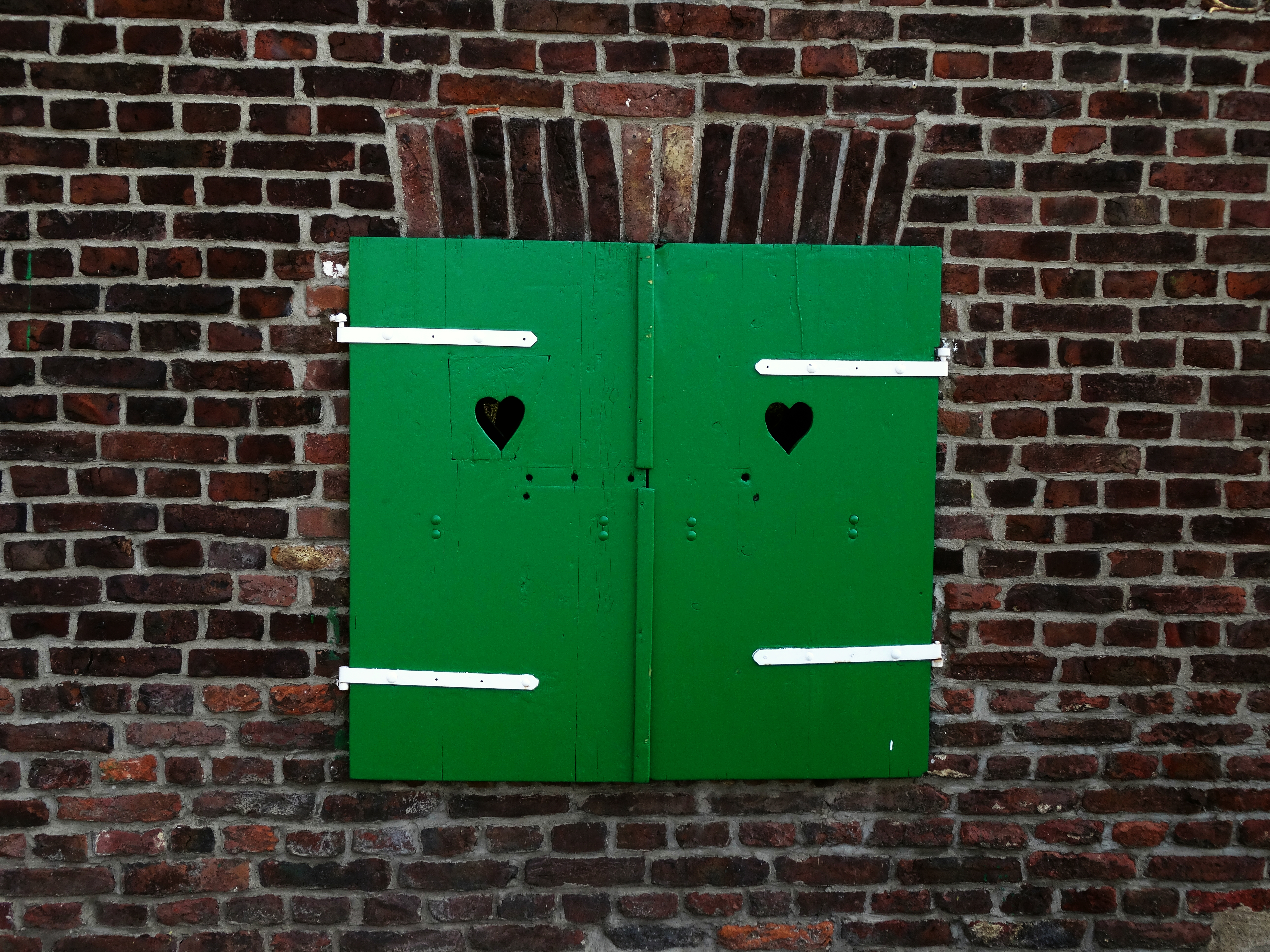
Geschlossene Fensterläden in Düsseldorf
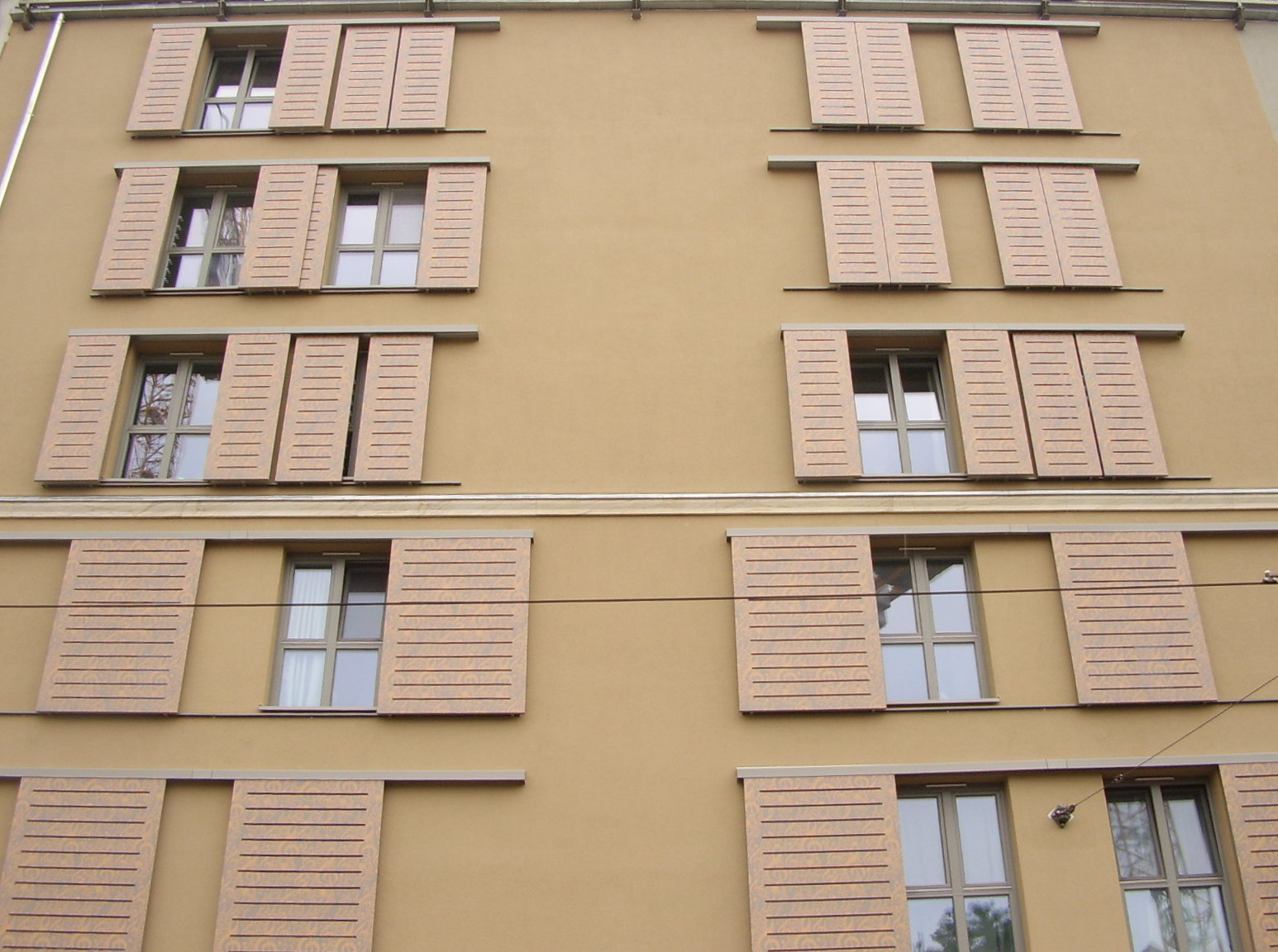
Schiebeläden

## Stellladen
Ein Stellladen (veraltet auch Abattant; italienisch Persiana; französisch Persienne) ist ein Klapp- oder Rollladen, der sich ausstellen lässt. So spendet der Laden im Sommer einerseits Schatten und lässt andererseits frische Zugluft in die Wohnung.

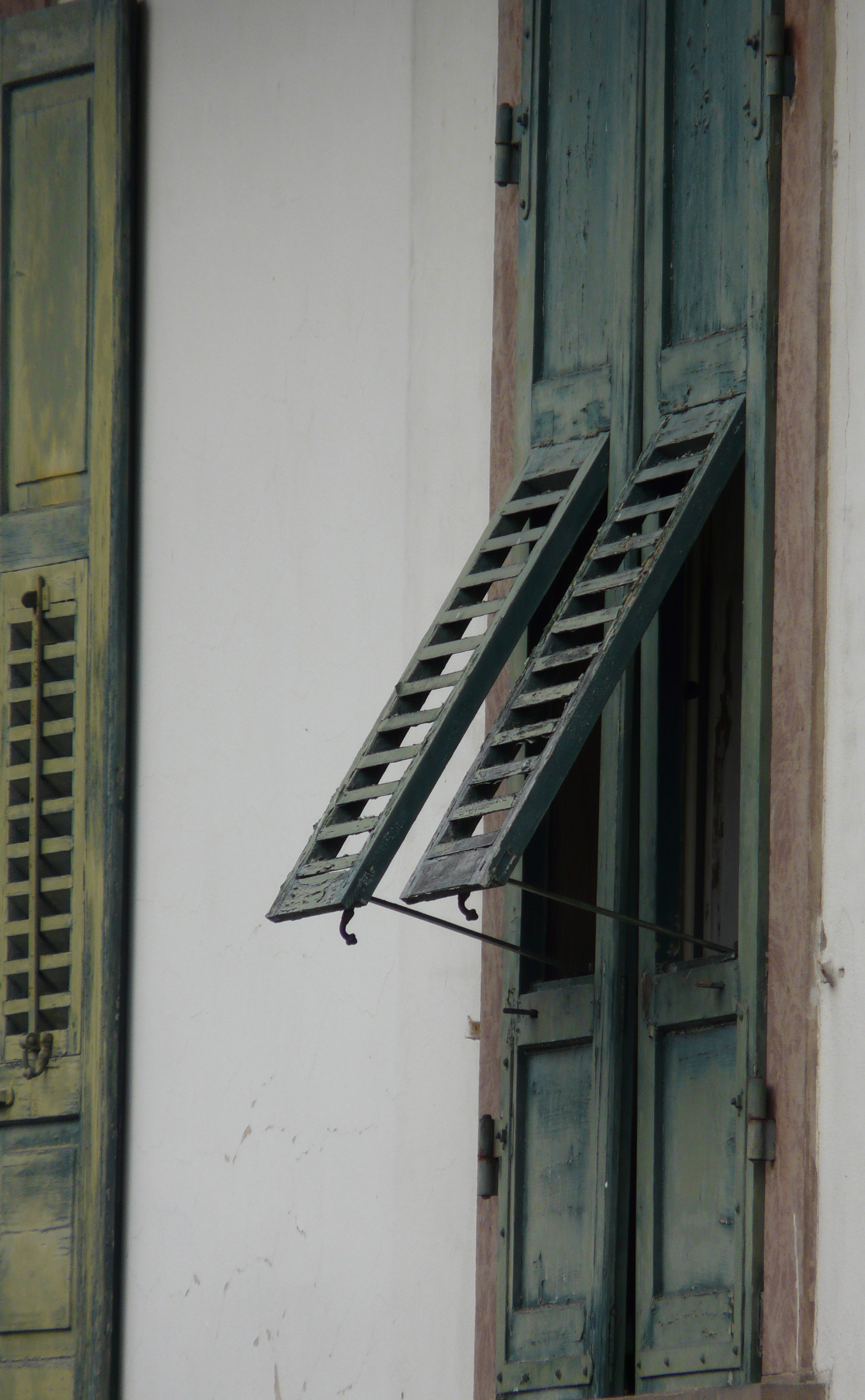
Klappladen mit Ausstellteil
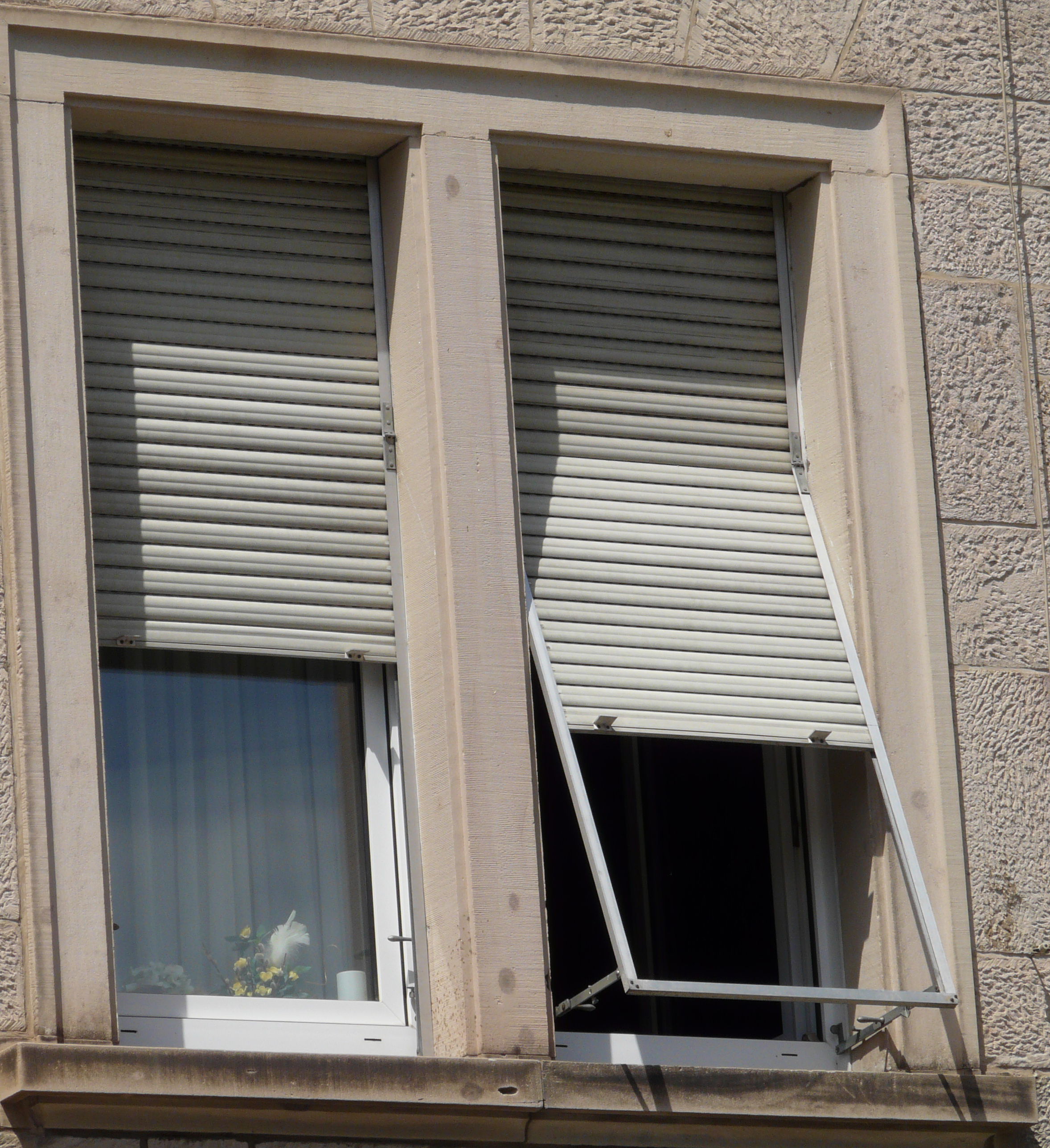
Ausgestellter Rollladen
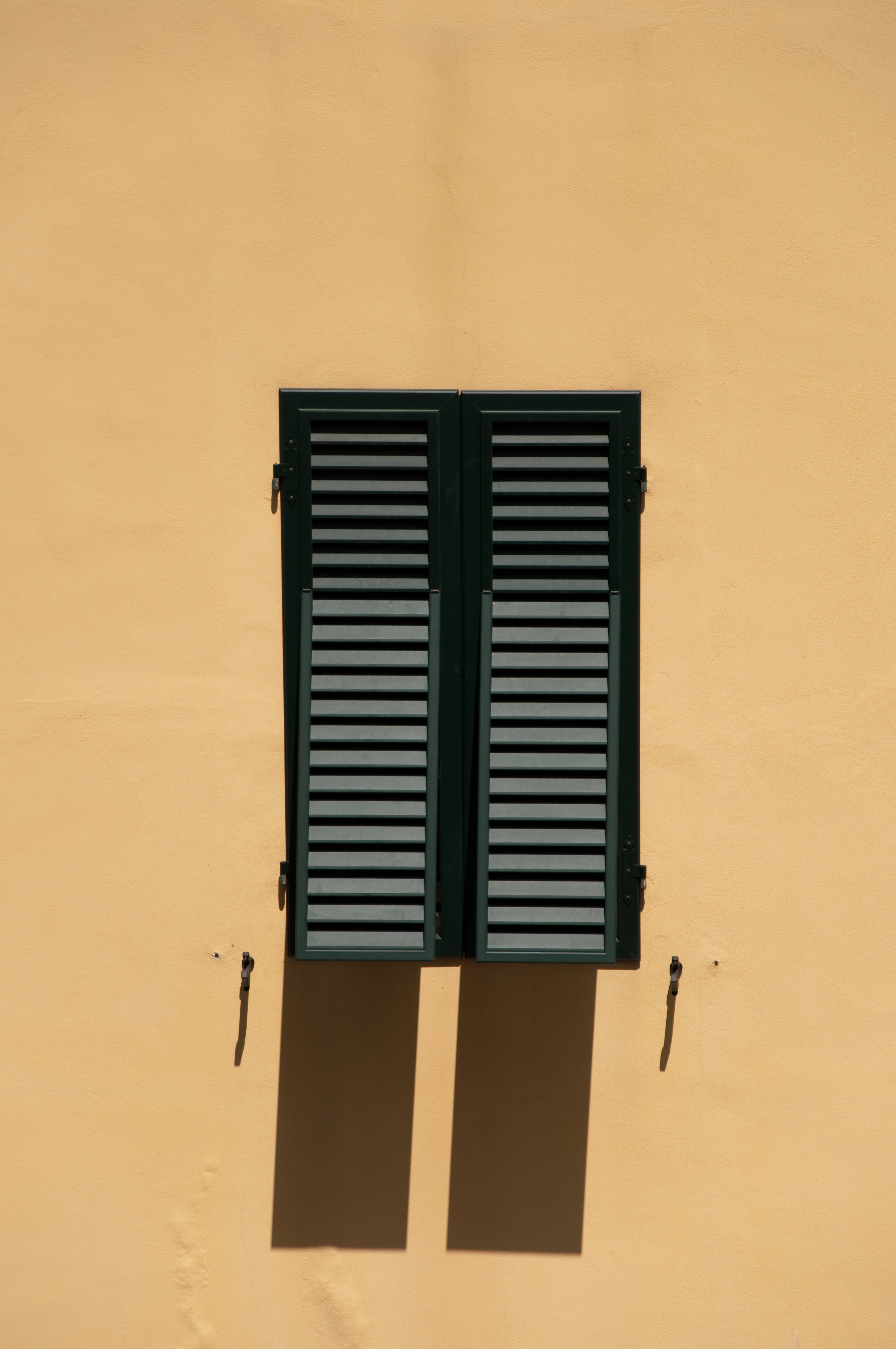
Persiana in der Toscana

## Zierladen
Als Zierläden werden Fensterläden bezeichnet, die ohne Funktion fest mit der Fassade verbunden sind. Sie besitzen keine Klappfunktion, sondern erfüllen fast immer eine reine dekorative Aufgabe. Zierläden werden aus Holz, Holzwerkstoffen (MDF), Aluminium oder Kunststoffen, die meistverkaufte Version, hergestellt. Diese Ausführung ist von hinten mit Schlüssellochbohrungen versehen und kann einfach eingehängt werden. Da in der begrenzten Lebensdauer des Kunststoffs keine Wartungsarbeiten anfallen, sind sie sehr beliebt. Da Zierläden auf aufwendige Klappmechanismen verzichten, sind sie meist günstiger in Herstellung und Anschaffung als herkömmliche Fensterläden. Zur weiteren Dekoration gibt es Blendscharnier- und Rückhalterattrappen, die die Illusion echter Läden verstärken.